# Paul Karl von Lettow-Vorbeck
Paul Karl von Lettow-Vorbeck (* 26. April 1832 in Wangeritz; † 30. Mai 1919 in Charlottenburg bei Berlin) war ein preußischer General der Infanterie.

## Leben

### Herkunft
Er stammte aus dem pommerschen Adelsgeschlecht Lettow-Vorbeck und war der Sohn des Gutsbesitzers Karl Wilhelm von Lettow-Vorbeck und dessen Ehefrau Heloise, geborene von der Groeben.

### Militärkarriere
Nach dem Besuch der Kadettenanstalten in Potsdam und Berlin wurde Lettow-Vorbeck am 27. April 1850 als Sekondeleutnant dem 30. Infanterie-Regiment der Preußischen Armee überwiesen. Dort fungierte er vom 1. Mai 1852 bis zum 30. September 1854 als Adjutant des Füsilier-Bataillons und absolvierte anschließend für drei Jahre die Allgemeine Kriegsschule. Nach kurzzeitiger Kommandierung zum Lehr-Infanterie Bataillon diente er als Regimentsadjutant und wurde am 31. Mai 1859 Premierleutnant. Als solcher war Lettow-Vorbeck ab 1. Mai 1859 Adjutant des 20. Landwehr-Regiments, aus dem sich wenig später das 7. Brandenburgische Infanterie-Regiment Nr. 60 formierte. Unter Beförderung zum Hauptmann wurde Lettow-Vorbeck in den Stab des Generalkommandos des V. Armee-Korps in Posen versetzt. Vom 30. Dezember 1863 bis zum 3. Juni 1864 war er als Generalstabsoffizier zum Kommando der im Regierungsbezirk Bromberg aufgestellten Truppen des II., V. und VI. Armee-Korps kommandiert. Am 31. Oktober 1865 wurde Lettow-Vorbeck als Kompaniechef in das 8. Rheinische Infanterie-Regiment Nr. 70 nach Saarlouis versetzt. Seine 3. Kompanie führte er 1866 während des Deutschen Krieges im Mainfeldzug. Nach dem Friedensschluss avancierte Lettow-Vorbeck zum Major und wurde 1870/71 für die Dauer des Krieges gegen Frankreich als Generalstabsoffizier zur 3. Reserve-Division kommandiert. In dieser Eigenschaft wurde ihm für seine Leistungen beide Klassen des Eisernen Kreuzes verliehen.
Nach dem Friedensschluss wurde Lettow-Vorbeck Mitte August 1871 als Kommandeur des I. Bataillons in das Brandenburgische Füsilier-Regiment Nr. 35 nach Brandenburg an der Havel versetzt. In gleicher Eigenschaft übernahm er später das II. Bataillon und wurde am 3. Juli 1875 Oberstleutnant. Am 26. Februar 1878 ernannte man ihn mit dem Rang und den Gebührnissen eines Regimentskommandeurs zum Bezirkskommandeur des Reserve-Landwehr-Regiments (Berlin) Nr. 35. Lettow-Vorbeck wurde in dieser Stellung am 11. Juni 1879 zum Oberst befördert und fungierte dann vom 3. Februar 1880 bis zum 14. April 1884 als Kommandeur des Grenadier-Regiments „Prinz Carl von Preußen“ (2. Brandenburgisches) Nr. 12 in Frankfurt (Oder). Anschließend folgte unter gleichzeitiger Beförderung zum Generalmajor seine Ernennung zum Kommandeur der 4. Infanterie-Brigade in Danzig. Nachdem Lettow-Vorbeck am 19. September 1888 zum Generalleutnant befördert worden war, folgt am 1. Dezember seine Ernennung zum Kommandanten von Thorn im Bereich des XVII. Armee-Korps. In dieser Eigenschaft wurde ihm am 23. Januar 1891 anlässlich des Ordensfestes der Kronenorden I. Klasse verliehen. Am 18. Oktober 1891 wurde er dann zu den Offizieren von der Armee versetzt und zwei Monate später in Genehmigung seines Abschiedsgesuches in der gesetzlichen Pension zur Disposition gestellt.
Nach seiner Verabschiedung erhielt Lettow-Vorbeck am 22. März 1897 noch den Charakter als General der Infanterie sowie am 29. April 1904 die Berechtigung zum Tragen der Uniform des Kaiser Alexander Garde-Grenadier-Regiments Nr. 1.
Lettow-Vorbeck war Rechtsritter des Johanniterordens. Er wird in der Familienchronik von 1904 als ein „Durch und Durch konservativ, echt königstreuer Mann“ geschildert.

### Familie
Lettow-Vorbeck war mit Marie, geborene von Eisenhart-Rothe (1842–1919) vermählt. Sie war die Tochter des Landschaftsdirektors Ferdinand von Eisenhart-Rothe und dessen Ehefrau Emilie, geborene von Loeper. Aus der Ehe ging u. a. der „Held von Deutsch-Ostafrika“ und spätere General der Infanterie Paul von Lettow-Vorbeck (1870–1964) hervor.